# Pau Valls Bonet
Pau Valls Bonet (Reus, 24 de gener de 1814 - Barcelona, 23 de juny de 1888) fou un destacat jurista català.
Va estudiar a Reus i teologia a la Universitat de Cervera, en la que es graduà el 1834, cosa que va permetre que el bisbe Fèlix Torres Amat, llavors bisbe d'Astorga, el nomenés mestre de patges. Després estudià lleis a la restaurada Universitat de Barcelona on es graduà el 1841. Acabada la carrera de Dret va ser nomenat catedràtic de cànons i relator de l'Audiència, càrrecs als que va renunciar el 1844. Mentre estudiava a Barcelona va obrir una càtedra de llatinitat a Reus. El 1845 començà una brillant carrera jurídica, primer a Tarragona i després a Barcelona, on residia quan va ser nomenat consultor de diversos ajuntaments catalans i del Reial Patrimoni al Principat. Tenia una notable biblioteca jurídica i era considerat especialista en dret català.
Va ser diputat a Corts Generals, vicepresident de la Societat Econòmica Barcelonesa d'Amics del País, i president de l'Ateneu Català el 1864.
Entrà a formar part, des de la seva constitució, de l'Acadèmia de la Llengua Catalana. El 1866 va aconseguir la reobertura del Centre de Lectura de Reus, que havia estat tancat per ordre governativa. Afiliat primer al Partit Conservador, es va apuntar després al Partit Carlí i va ser amic de Cándido Nocedal.
Les seves obres jurídiques principals són: Dictamen sobre el nuevo ensanche de Barcelona (1855), Biografía de D. Antonio de Capmany y de Montpalau (1857), Biografía de Don Pedro Vieta (1857) i Apuntes historicos sobre la antigüedad y las prerrogativas de la Iglesia, antes Catedral y hoy parroquia, de los Santos Justos y Pastor (1860). Tenia gran prestigi personal, i l'any vuitè de la restauració dels Jocs Florals, va ser cridat per que n'ocupés la presidència, tot i no fer versos ni periodisme. En el discurs d'obertura va fer una defensa de la llengua i cultura catalanes.
Va morir a Barcelona el 23 de juny de 1888, retirat feia un any de tota activitat.